# سدوم و گمورا (فیلم ۱۹۶۲)
سدوم و گمورا (انگلیسی: Sodom and Gomorrah) فیلمی به کارگردانی رابرت آلدریچ و سرجو لئونه است که در سال ۱۹۶۲ منتشر شد.

## بازیگران
- استوارت گرانجر
- استنلی بیکر
- پیر آنجلی
- روسانا پودستا
- ریک باتالیا
- شیلا گابل
- گابریله تینتی
- کلاودیا موری
- آنوک امه
- انتسو فی‌یرمونته
- لیانا دل بالتسو
- میمو پُلی
- والنتینو ماکی